# Warped (Red Hot Chili Peppers)
Warped è una canzone dei Red Hot Chili Peppers. Si tratta del primo singolo estratto dal loro sesto album in studio, One Hot Minute, del 1995.

## La canzone
Segnò un discostamento dallo stile dei primi lavori, con l'abbandono parziale delle influenze funk e rap a favore di sonorità più vicine ad heavy metal e rock psichedelico.
È la traccia che apre One Hot Minute, con un'intro tranquilla seguita da un riff abrasivo di chitarra e dalle parole del vocalist Anthony Kiedis, distorte ed echeggianti. La canzone termina con un outro melodica ed orecchiabile. Lo stile musicale è imprevedibile, ed è mantenuto in gran parte delle altre canzoni dell'album. La struttura complessiva di Warped è associabile a quella di un trip, sotto l'effetto di droghe psichedeliche.

## Il video
Warped fu accompagnata anche da un video, che suscitò controversie perché nel finale fu mostrato un bacio tra Anthony Kiedis e Dave Navarro.

## Curiosità
Quando la canzone viene suonata dal vivo, a volte il gruppo suona in outro un campionamento da Three Days dei Jane's Addiction, la band in cui militava Dave Navarro.

## Tracce
CD1 (1995)
1. Warped (Edit)
2. Pea (Album)
3. Melancholy Mechanics (Previously Unreleased)